# Казіс Бізаускас
Казіс Бізаускас (лит. Kazimieras Bizauskas; 14 лютого 1893, Павілоста Курляндія — 26 червня 1941, Бігоси, Білорусь) — литовський політик і дипломат, підписант акта про незалежність Литви від 16 лютого 1918 року.

## Біографія
У молодості здобував знання в гімназії у Мітаві, у 1906—1908 роках перебував у Швейцарії. Після повернення до Литви відвідував гімназію Виноградова у Вільнюсі, однак екзамен на атестат зрілості остаточно склав у школі графа Платова в Каунасі. Співпрацював з католицькими газетами «Draugija», «Ateitis», «Šaltinis», «Viltis», «Vienybė», коли був підлітком.
З 1913 до 1915 року вивчав право в Московському державному університеті імені Ломоносова, долучаючись до діяльності литовського національного угрупування «Rūta». У 1914 році став редактором газети «Rygos garsas». У 1915 році повернувся до Литви, зупинився у Паневежисі, де працював вчителем у гімназії та шкільним інспектором. Засідав у раді міста й був одним з голів міста Паневежис.
У вересні 1917 року його обрано членом Таріби, був одним з її секретарів, а з 1918 до 1919 року генеральним секретарем. 16 лютого 1918 року поставив свій підпис під актом про незалежність Литви. На початку 1919 року його було вислано до Лондона, щоб лобіювати дипломатичне визнання Литви великими західними державами, був також дипломатичним представником у РРФСР. У 1920—1922 роках був міністром освіти, пізніше продовжував кар'єру дипломата, між іншим, посол Литви у США, Ватикані, Латвії, Великій Британії і Голландії (1924—1931).
У 1941 році НКВД заарештувало Казіса Бізаускаса і вивезло на схід. Розстріляний разом з тисячами інших в'язнів 26 червня 1941 року.